# Леон Тейлор
Леон Тейлор  (англ. Leon Taylor, 2 листопада 1977) — британський стрибун у воду, олімпійський медаліст.

## Виступи на Олімпіадах
| Олімпіада    | Дисципліна                | Місце |
| ------------ | ------------------------- | ----- |
| Атланта 1996 | вишка                     | 18    |
| Сідней 2000  | вишка                     | 13    |
| Сідней 2000  | синхронні стрибки з вишки | 4     |
| Афіни 2004   | вишка                     | 6     |
| Афіни 2004   | синхронні стрибки з вишки | 2     |